# George Roberts (menuisier et ébéniste)
Pour les articles homonymes, voir George Roberts et Roberts.
George Roberts, né le 7 mai 1826 à Londres au Royaume-Uni et mort le 26 août 1899 à Montréal au Canada, est un charpentier, menuisier, ébéniste, plâtrier et entrepreneur canadien d'origine britannique.

## Biographie
George Roberts naît le 7 mai 1826 dans le quartier Camden Town à Londres au Royaume-Uni. Il émigre au Canada en 1854 et travaille pendant deux ans à l'entreprise Peto, Prassey & Co. pour la construction de chemins de fer pour la compagnie du Grand Tronc. En 1856, il fonde sa propre entreprise de charpenterie, menuiserie, ébénisterie, peinture en bâtiment et plâtrage et s'installe dans un entrepôt situé au 597 rue De La Gauchetière à Montréal. Au courant de la vie de son entreprise, il emploie parfois plus de 100 employés spécialisés dans le travail sur bois,. Ses trois fils, George-Nelson, John-James et Edward-Melbourne Roberts, intègrent progressivement la gestion de l'entreprise. Il meurt à Montréal le 26 août 1899, près d'un mois après le décès de son épouse,.

## L'entreprise
L'entreprise de George Roberts se spécialise principalement dans tous les travaux qui impliquent le travail sur bois.  Elle réalise tous les travaux de charpente d'un édifice, ainsi que tous les travaux de sculpture ornementale sur bois, de menuiserie et d'ébénisterie. En termes d'ébénisterie et de menuiserie, elle réalise sur mesure tous le mobilier utilitaire en bois incorporé à un bâtiment : bibliothèques ou étagères, présentoirs, manteaux de cheminée, portes et fenêtres, planchers, etc. Elle effectue également toutes œuvres en bois destinées à un but ornemental : colonnes, plafonds à caisson, lambris, etc. Plusieurs essences de bois sont travaillés, dont le chêne, le cerisier, le pin et l'acajou.

## Réalisations

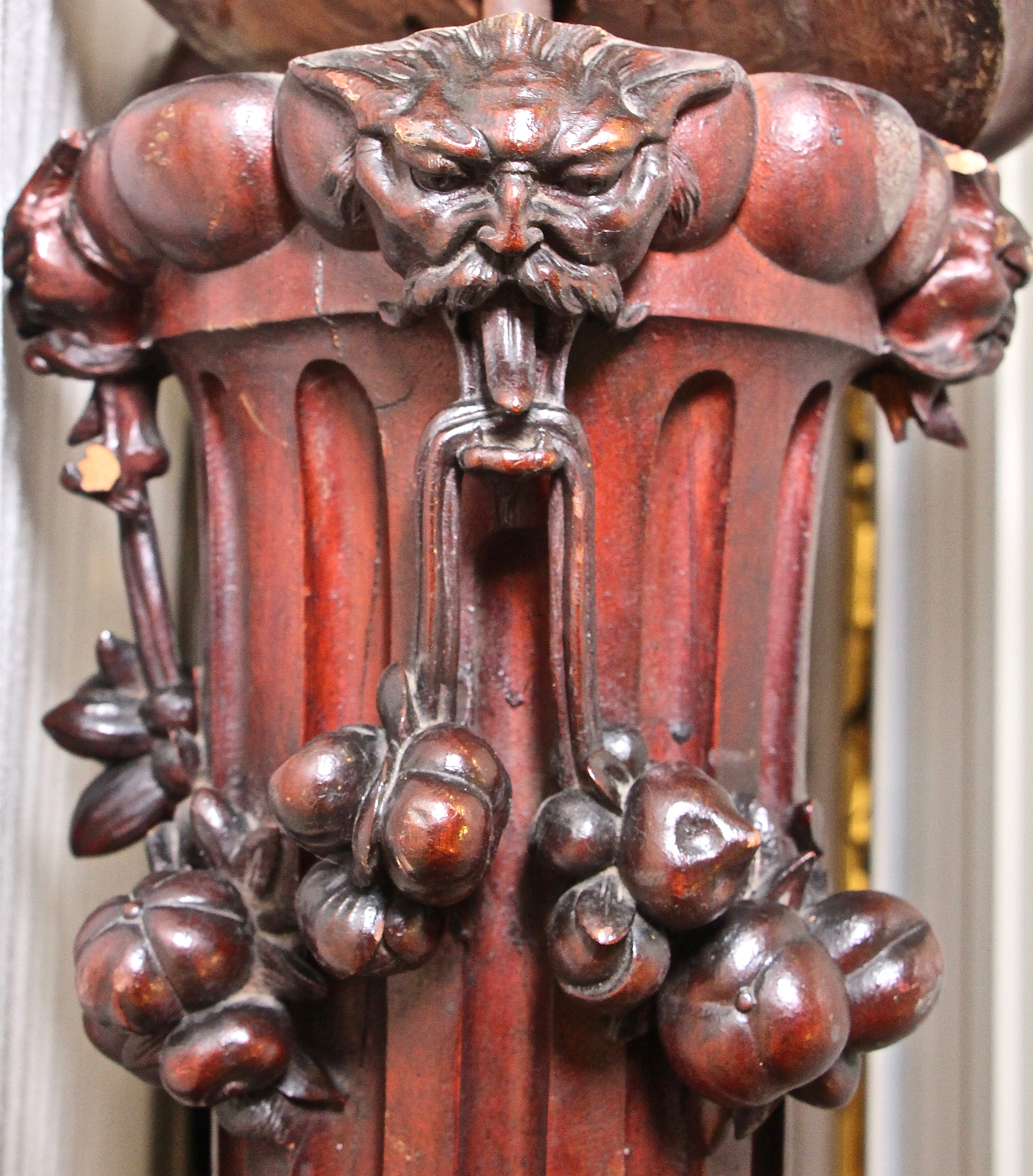
Pilier de départ d'escalier par George Roberts (vers 1862) pour la maison Ravenscrag à Montréal, conservé au MUMAQ - Musée des métiers d'art du Québec

La liste des réalisations ci-dessous n'est pas exhaustive.
- Maison William-Dow, Boulevard René-Lévesque (Montréal) - (1860)
- Maison Ravenscrag, Avenue des Pins (Montréal) - (1861-62)
- Édifice de la Banque Molson, Montréal - (1864-65)
- Église Saint-Marc (St. Mark Church, à l'intersection des rues Dalhousie et William, Montréal) - (1869-1870)
- Musée Redpath - (1881-1882)
- Édifice J.-C.-Wilson, rue Craig (Montréal) - (1888)
- Édifice Nordheimer, rue Saint-Jacques (Montréal) - (1888)
- Édifice Macdonald de la physique (Université McGill) - (1890-1893)
- Édifice Redpath Hall (en) (Ancienne bibliothèque de l'Université McGill) - (1893)
- Maison Marances-de-Rosay, Avenue Laval (Montréal) - (1896)

Également, selon article paru le 6 décembre 1902 dans le Montreal Witness, l'entreprise de George Roberts a réalisé plusieurs ouvrages dans « un grand nombre de résidences privées sur les rues Sherbrooke, Drummond, etc. » à Montréal.

## Sources

### Actes notariés
Liste des actes notariés par ordre chronologique :
- Acte notarié en minute, min. no 4545, 4 octobre 1858, « Contract and agreement between George Roberts and A. & S. Nordheimer», Notaire: James Smith, Greffes de notaires, District judiciaire de Montréal, Fonds Cour supérieure, Archives nationales du Québec à Montréal.
- Acte notarié en minute, min. no 4961, 1er mars 1859, « Contract and agreement between George Roberts and A. Jones (?) (?) », Notaire: James Smith, Greffes de notaires, District judiciaire de Montréal, Fonds Cour supérieure, Archives nationales du Québec à Montréal.
- Acte notarié en minute, min. no 5168, 16 avril 1859, « Contract and agreement between George Roberts and Mosely and al. », Notaire: James Smith, Greffes de notaires, District judiciaire de Montréal, Fonds Cour supérieure, Archives nationales du Québec à Montréal.
- Acte notarié en minute, min. no 5433, 1er juillet 1859, « Alexander Ramsay & Son to George Roberts : Protest », Notaire: James Smith, Greffes de notaires, District judiciaire de Montréal, Fonds Cour supérieure, Archives nationales du Québec à Montréal.
- Acte notarié en minute, min. no 13750, 21 avril 1860, « Contract and agreement between George Roberts and Honorable John Hamilton », Notaire: James Stewart Hunter, Greffes de notaires, District judiciaire de Montréal, Fonds Cour supérieure, Archives nationales du Québec à Montréal.
- Acte notarié en minute, min. no 13797, 30 avril 1860, « Contract and agreement between George Roberts and W. Kay », Notaire: James Stewart Hunter, Greffes de notaires, District judiciaire de Montréal, Fonds Cour supérieure, Archives nationales du Québec à Montréal.
- Acte notarié en minute, min. no 6779, 23 juin 1860, « Contract and agreement between Mr. George Roberts and William Dow, Esquire », Notaire: James Smith, Greffes de notaires, District judiciaire de Montréal, Fonds Cour supérieure, Archives nationales du Québec à Montréal.
- Acte notarié en minute, min. no 6136, 4 mai 1861, « Contract and agreement between George Roberts and James Hutton », Notaire: James Stewart Hunter, Greffes de notaires, District judiciaire de Montréal, Fonds Cour supérieure, Archives nationales du Québec à Montréal.
- Acte notarié en minute, min. no 8136, 30 juillet 1861, « Contract and agreement between Mr. George Roberts and Hugh Allan, Esquire », Notaire: James Smith, Greffes de notaires, District judiciaire de Montréal, Fonds Cour supérieure, Archives nationales du Québec à Montréal (microfilm M-620.1506).
- Acte notarié en minute, min. no 6786, 1er avril 1862, « Contract and agreement between George Roberts and The Mount Royal Cemetary », Notaire: James Stewart Hunter, Greffes de notaires, District judiciaire de Montréal, Fonds Cour supérieure, Archives nationales du Québec à Montréal.
- Acte notarié en minute, min. no 9494, 13 septembre 1862, « Contract and agreement between Mr. George Roberts and Stark, Smith & Co. », Notaire: James Smith, Greffes de notaires, District judiciaire de Montréal, Fonds Cour supérieure, Archives nationales du Québec à Montréal.
- Acte notarié en minute, min. no 10765, 16 juillet 1863, « Contract and agreement between George Roberts and John Featherston », Notaire: James Smith, Greffes de notaires, District judiciaire de Montréal, Fonds Cour supérieure, Archives nationales du Québec à Montréal.
- Acte notarié en minute, min. no 8878, 31 août 1863, « Contract and agreement between George Roberts and D. Sutterland », Notaire: James Stewart Hunter, Greffes de notaires, District judiciaire de Montréal, Fonds Cour supérieure, Archives nationales du Québec à Montréal.
- Acte notarié en minute, min. no 8972, 24 septembre 1863, « Contract and agreement between George Roberts and John Crawford », Notaire: James Stewart Hunter, Greffes de notaires, District judiciaire de Montréal, Fonds Cour supérieure, Archives nationales du Québec à Montréal.
- Acte notarié en minute, min. no 12153, 6 juin 1864, « Contract and agreement between George Roberts and Frederick Qeriken (?) », Notaire: James Smith, Greffes de notaires, District judiciaire de Montréal, Fonds Cour supérieure, Archives nationales du Québec à Montréal.
- Acte notarié en minute, min. no 10213, 13 juillet 1864, « Contract and agreement between George Roberts and the Molson Bank », Notaire: James Stewart Hunter, Greffes de notaires, District judiciaire de Montréal, Fonds Cour supérieure, Archives nationales du Québec à Montréal.
- Acte notarié en minute, min. no 16789, 19 mars 1867, « Contract and agreement between George Roberts and Alexander McQheart (?) », Notaire: James Smith, Greffes de notaires, District judiciaire de Montréal, Fonds Cour supérieure, Archives nationales du Québec à Montréal.
- Acte notarié en minute, min. no 13750, 21 avril 1868, « Contract and agreement between George Roberts and Honorable John Hamilton », Notaire: James Stewart Hunter, Greffes de notaires, District judiciaire de Montréal, Fonds Cour supérieure, Archives nationales du Québec à Montréal.
- Acte notarié en minute, min. no 13797, 30 avril 1868, « Contract and agreement between George Roberts and William Kay », Notaire: James Stewart Hunter, Greffes de notaires, District judiciaire de Montréal, Fonds Cour supérieure, Archives nationales du Québec à Montréal.
- Acte notarié en minute, min. no 14744, 13 mars 1869, « Contract and agreement between George Roberts and Hugh Allan », Notaire: James Stewart Hunter, Greffes de notaires, District judiciaire de Montréal, Fonds Cour supérieure, Archives nationales du Québec à Montréal.
- Acte notarié en minute, min. no 15026, 28 mai 1869, « Contract and agreement between George Roberts and the War Department », Notaire: James Stewart Hunter, Greffes de notaires, District judiciaire de Montréal, Fonds Cour supérieure, Archives nationales du Québec à Montréal.
- Acte notarié en minute, min. no 16783, 1er mai 1871, « Contract and agreement between George Roberts and The Protestant House of Industry and Refuge of Montreal », Notaire: James Stewart Hunter, Greffes de notaires, District judiciaire de Montréal, Fonds Cour supérieure, Archives nationales du Québec à Montréal.

### Articles de périodique
Liste des articles de périodiques par ordre chronologique :
- (en) « New Buildings », Montreal Herald and Daily Commercial Gazette, Robert Weir, vol. 57, no 303,‎ 21 décembre 1865, p. 1
- (en) « Church of Scotland : Laying Corner Stone of St. Mark's Church », Montreal Herald and Daily Commercial Gazette, Robert Weir, vol. 51, no 303,‎ 25 octobre 1869, p. 2
- (en) « New Buildings : The new Warehouse and Factory on Craig Street », The Daily Witness, John Dougall, vol. 29, no 167,‎ 18 juillet 1888, p. 8
- (en) « Deaths : Eliza Augustine Styles Roberts », The Herald, The Herald Company, vol. 92, no 172,‎ 24 juillet 1899, p. 3
- (en) « Death of Mr. George Roberts », The Herald, The Herald Company, vol. 92, no 202,‎ 28 août 1899, p. 8
- (en) « The Late Mr. Roberts », The Herald, The Herald Company, vol. 92, no 204,‎ 30 août 1899, p. 3
- (en) « The Building Trade : Mr. George Roberts », The Daily Witness, John Dougall, vol. 43, no 287,‎ 6 décembre 1902, p. 15 (lire en ligne)

### Document administratif
- (en) George Roberts (dir.), Shop Pay sheet for 2 weeks (Livre de payes du constructeur George Roberts), Montréal, George Roberts, 1881-1889, 450 p. (Cote BANQ : P1000,D822)

### Ressource électronique
- Cimetière du Mont-Royal, « Tombe : George Roberts », findagrave.com (consulté le 9 mai 2024)